# As Melhores Histórias da Mitologia Nórdica
As Melhores Histórias da Mitologia Nórdica é um livro sobre a mitologia escandinava escrito pelos mitologistas Carmen Seganfredo e A. S. Franchini. Conta o ciclo de histórias do panteão de deuses nórdicos como Odim, Tor, Loki, Freia, as valquírias, entre outros, e acaba com o Ragnarök, o fim do mundo segundo esta mitologia.